# Olivier de Serres
Pour les articles homonymes, voir Serres.
Cet article concerne Olivier de Serres. Pour l’école Olivier de Serres, voir École nationale supérieure des arts appliqués et des métiers d'art.
Olivier de Serres, né à Villeneuve-de-Berg en 1539 et mort le 12 juillet 1619 au même endroit, est un agronome français, protestant actif et auteur d'un vaste traité, le Théâtre d’Agriculture et mesnage des champs, qui connut 19 rééditions de 1600 à 1675. Il étudia de manière scientifique les techniques agricoles et en rechercha l’amélioration par l'expérimentation. De ce point de vue, il est généralement considéré comme le père de l’agronomie française, bien que les termes « agronome » et « agronomie » datent de la seconde moitié du XVIIIe siècle ; on parle alors de « mesnager des champs » (gestionnaire de terres agricoles), selon les termes de son époque.

## Biographie

Blason.

La famille de Serres est originaire du Vivarais, et fait fortune dans le commerce du drap. Jacques de Serres eut deux filles, Claude et Delphine, puis trois garçons, Olivier, Jean et Raymond. La famille est protestante, de façon militante. Jean fut pasteur puis historiographe d'Henri IV, Olivier sera diacre de l'église réformée de Villeneuve-de-Berg.
Olivier de Serres n'a que sept ans à la mort de son père. La position de sa famille lui permet de bénéficier des meilleurs enseignements et d’un précepteur privé. Il étudie le grec et le latin, peut-être à Valence. Il complète sa formation par de nombreux voyages en France, Italie, Allemagne et Suisse, ce qui lui permettra de donner des exemples toujours précis et variés.

### Seigneur du Pradel

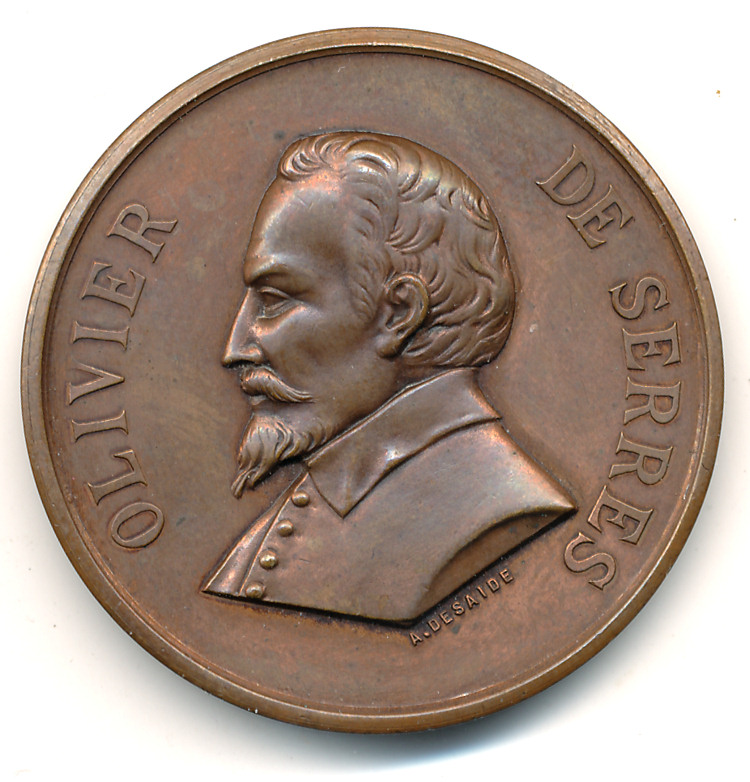
Médaille portant le portrait d'Olivier de Serres par Alphonse Desaide.

En 1557, Olivier de Serres acquiert les moulins du Pradel à un propriétaire désargenté qui lui cède pour 3 828 livres le reste de la propriété, soit une centaine d'hectares et une maison fortifiée, l'année suivante. À 19 ans, Olivier de Serres devient « seigneur du Pradel » et porte les armes suivantes « D'argent au chevron d'azur, chargé de trois étoiles d'or, accompagné de trois trèfles de sinople. Couronne de marquis. Supporté par deux aigles ». La devise Cuncta in tempore qui figure sur la 15e édition n'est pas celle d'Olivier de Serres mais c'est celle de son éditeur, Jean Berthelin à Rouen.
Le 11 juin 1559, Olivier de Serres épouse Marguerite d'Arcons (ou d'Harcours), fille d'un licencié en droit. Le couple aura sept enfants. L'aîné, Daniel fut docteur en droit et juge à Villeneuve-de-Berg, le second, Gédéon, devint avocat ; le troisième, Pierre fut aussi docteur en droit. Jacques ne fit guère d'études et servit le roi du Piémont. Bonne épousa un clavaire du Roi, Isabeau un bourgeois de Montélimar et Marie un procureur au parlement de Castres.
En 1571, Olivier de Serres achète « la juridiction du Pradel contre cinq sestiers bled froment de rente annuelle » et acquiert ainsi le droit de rendre justice sur ses terres.

### Un protestant actif
En 1561, l'église réformée de Berg n'a pas de pasteur et le 4 janvier 1561, à la sortie de l'office, Olivier de Serres est chargé par l'assemblée de se rendre à Genève pour chercher un « fidèle ministre pour les enseigner en la parole de Dieu ». Le pasteur Jacques Beton (ou Béton), sans doute Jacques Besson, sa femme et sa fille arrivent le 15 mars 1561 et seront logées au Pradel jusqu'au 15 août. Besson était par ailleurs mathématicien et ingénieur. Olivier de Serres engage quelques dépenses pour habiller le ministre et sa famille, réparer un logement et acheter une corde neuve pour la cloche du temple, dépenses qu'il consigne soigneusement dans son « livre de raison ».
En 1562, la France est agitée par des guerres de religion et le 2 mai, les consuls de Villeneuve-les-Berg procèdent devant notaire à la « cancellation », c'est-à-dire à la rupture du contrat par lequel le curé de la paroisse s'était vu confier, par son prédécesseur, l'usage des vases et ornements sacrés de l'église catholique romaine. Les objets (calices, croix, reliquaires et chasubles ornées d'or) sont donc saisis et confiés à Olivier de Serres puis vendus en 1567 pour 380 livres à un orfèvre de Montélimar car personne ne voulait en assurer la garde. La somme fut confiée à Olivier de Serres qui ne la rendit jamais, fort d'un mémoire détaillant les diverses dépenses qu'il avait engagées pour la communauté de Villeneuve-de-Berg. La somme ne fut réclamée qu'après sa mort et sa famille la livra donc au prieur de la ville,.
Le 2 mars 1573, il participe à la prise de Villeneuve-de-Berg en aidant le commandant des troupes à entrer dans la ville, comme l'atteste Agrippa d'Aubigné dans son Histoire universelle publiée en 1626. Sa participation dans le massacre d'une trentaine de prêtres catholiques réunis ce jour-là pour un synode diocésain reste incertaine. Le nom d'Olivier de Serres figure cependant sur la liste des notables protestants qui se réunirent la veille de l'attaque pour décider de la somme à verser au traître qui devait ouvrir de l'intérieur les portes de la ville. Le lendemain de l'attaque les mêmes notables devaient se réunir pour savoir ce qu'il fallait faire de la somme promise au feu capitaine Pouchot (ou Ponchot). Un créancier se présenta et fut payé.
En 1628, sa propriété fortifiée, située au Pradel, assiégée par Montmorency, puis Ventadour, où il avait toutes ses plantations expérimentales, fut rasée sur ordre de Richelieu. Son fils Daniel édifia les bâtiments actuels.

### L'installation au Pradel
Situé dans une zone de passage, Le Pradel n'est pas un lieu très sûr et la famille d'Olivier de Serres s'est réfugiée dans le village fortifié de Mirabel adossé au plateau basaltique du Coiron. La propriété est mal entretenue, le moulin s'est écroulé et le meunier a disparu ; seuls quatre paysans demeurent encore sur place lorsqu'en août 1578, Olivier de Serres et sa famille décident de s'installer définitivement au Pradel. Il y séjournera pendant quarante ans.
Olivier fait du Pradel une ferme modèle qui sera le théâtre de nombreuses expérimentations pratiques. Il restaure la demeure, nettoie et amende les terres, amène l'eau par un canal d'irrigation d'un kilomètre. Son but est de faire partager son savoir, tant aux paysans pour leur permettre d’obtenir de meilleures récoltes, qu’aux propriétaires pour faire fructifier leurs domaines. On lui doit l’introduction de nombreuses plantes, telles que la garance, le houblon et le maïs. Il fut le premier à travailler à l’extraction du sucre à partir de la betterave, mais sans arriver à un processus rentable.

### Les séjours parisiens
Après des études à Lausanne, le frère d'Olivier de Serres, Jean de Serres, devient pasteur de l'église réformée à Nîmes, Montélimar puis Orange et obtient la protection du roi Henri IV dont il devient historiographe. Jean meurt le 19 mai 1598, probablement de la peste contractée à Grenoble, sa femme décédant quelques heures plus tard. Olivier de Serres est nommé tuteur des enfants en partage avec un autre membre de la famille. Afin d'obtenir la somme d'argent promise par le Roi dans son ordonnance du 4 juin 1597 à leur père, Olivier quitte le Pradel le 16 novembre 1598 et se rend à la cour. Le Roi ne reçoit pas Olivier de Serres mais accepte un tableau de marbre blanc que son frère avait l'intention de lui offrir. Dans l'espoir de rencontrer le monarque, Olivier s'installe à Paris et en profite pour s'occuper de l'édition du livre d'agriculture qu'il a écrit. En février 1599, Jamet Mettayer publie un chapitre de l'ouvrage sous le titre « La cueillette de la soye par la nourriture des vers qui la font ; échantillon du Théâtre d'Agriculture d'Olivier de Serres, seigneur du Pradel ». Le 1er juillet 1600, le Théâtre d'agriculture paraît dans son intégralité (in-folio 1024 pages).
Olivier retourne en Vivarais et reçoit le 27 septembre 1600 un émissaire du roi. Celui-ci souhaite qu'on lui adresse à Paris, 15 000 à 20 000 mûriers pour introduire la soie « jusqu'au cœur du royaume ».
Quelques mois plus tard, Olivier de Serres fait un deuxième voyage à Paris et prépare la deuxième édition du Théâtre d'Agriculture qui paraît en 1603. Cependant il ne parvient toujours pas à obtenir l'argent promis pour les enfants de son frère Jean.
En 1604, lors de son troisième et dernier voyage, il obtient enfin satisfaction, soit quatre mille livres payables par quartiers, et quitte définitivement Paris le 19 mars 1605, alors que son fils Gédéon reste dans la capitale.
Reconnu et respecté par ses pairs, il est ami de Claude Mollet (1563-1650), le jardinier d’Henri IV qui réalisa les jardins de Saint-Germain-en-Laye, de Fontainebleau, des Tuileries et de Blois.

### Un fin gestionnaire

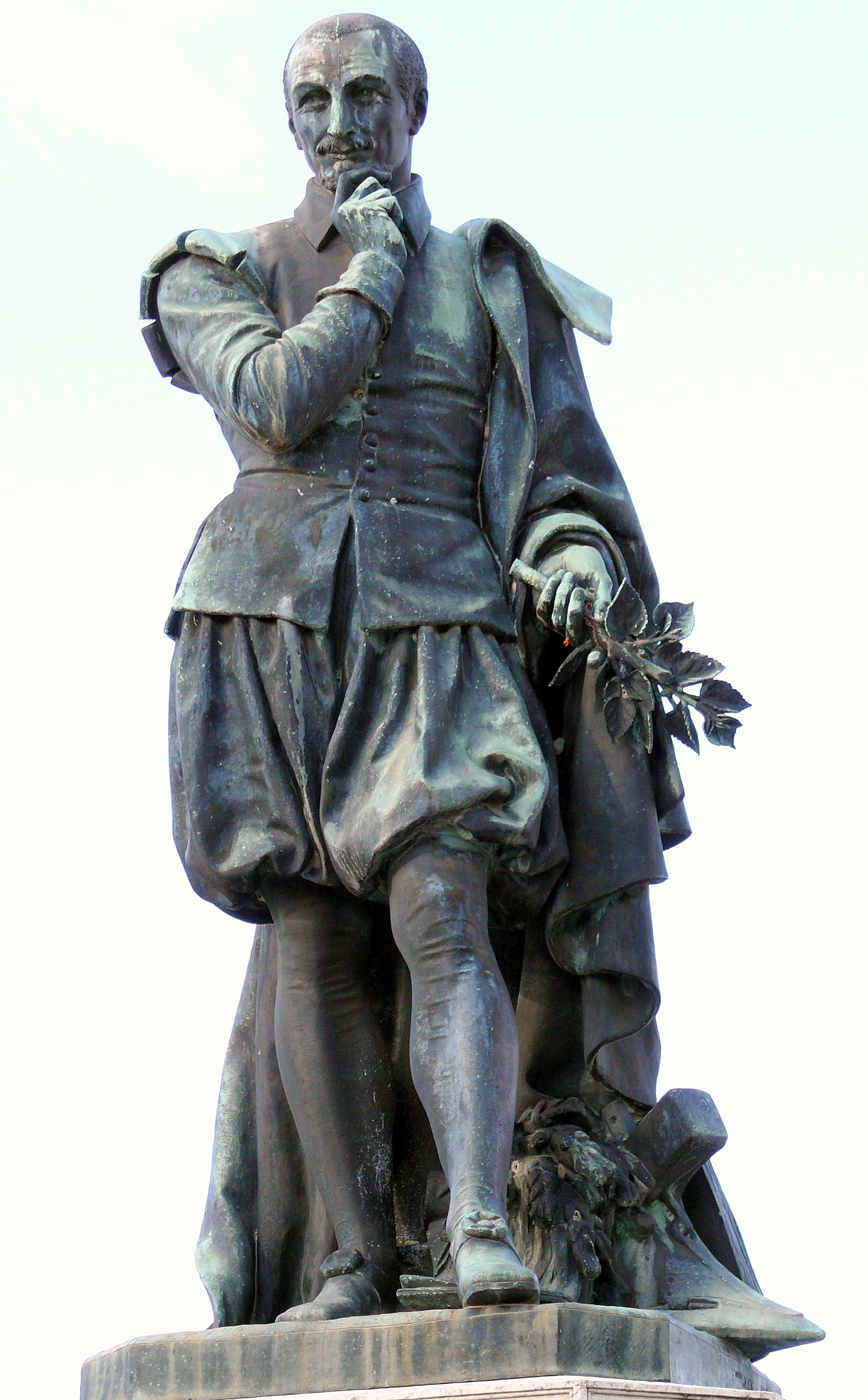
Bronze pédestre d'Olivier de Serres à Villeneuve-de-Berg (statue de Hébert inaugurée le 29 août 1858).

Olivier loge son neveu orphelin au Pradel, le fait instruire par le ministre du culte, puis l'envoie à Orange pour continuer ses études au collège. Son livre de raison indique qu'il a calculé le temps de séjour de celui-ci soit 6 ans, 9 mois et 22 jours et qu'il a estimé la dépense correspondante à 8 livres le mois soit 592 livres au total. Il n'oublie pas de consigner les 40 sols qu'il a donnés à un muletier pour convoyer l'enfant jusqu'à Orange. Cela se terminera par un procès concernant le compte de tutelle dont le jugement, rendu à Orange le 19 décembre 1618, n'est pas connu. Il devra encore à plusieurs reprises répondre devant les tribunaux. Une autre action en justice est intentée par l'une de ses belles-filles, la veuve de Gédéon, qui réclame l'argent qu'Olivier avait promis à son fils et qu'il lui versait par fraction chaque année.
Vers la fin de sa vie, alors qu'il ne peut plus exploiter le domaine, il prend un fermier et rédige un contrat avec de nombreux détails tels que : « Nourrira quinze poules et pour icelles me baillera quinze œufs chaque semaine. »
En 1612, Olivier de Serres rédige son testament dans lequel il lègue 2 000 livres à Pierre et autant à Jacques. Il rappelle qu'il a déjà doté chacune de ses filles à l'occasion de leur mariage et leur donne à chacune 20 livres en ajoutant « moyennant ce, veut et entend, qu'elles soient comptantes sans autre chose pouvoir demander ni avoir sur ses (mes) biens ». Il laisse 5 livres à chacun des trois enfants de son fils Gédéon et de même « entend qu'ils soient comptans ». Olivier de Serres laisse la moitié du Pradel à son fils Daniel et l'autre moitié à sa femme, Marguerite d'Arcons, qui disparaît avant lui. Par modification testamentaire, la totalité du Pradel échoit ainsi à Daniel.
À son décès, le 2 juillet 1619, les créanciers d'Olivier de Serres sont appelés à se manifester. Son fils Daniel accepte l'héritage sous bénéfice d'inventaire ce qui laisse supposer une relative fragilité financière du domaine, en dépit des connaissances agronomiques du propriétaire. Finalement, le Pradel peut être conservé dans la famille et le domaine ne connaîtra pas une fin comparable à celui d'autres agronomes expérimentateurs tels Césaire Nivière ou Mathieu de Dombasle, même s'il n'aura pas permis à son propriétaire de s'enrichir notablement.

## Œuvres

### Les éditions et rééditions duThéâtre d'Agriculture et mesnage des champs
Après la publication d'un chapitre en février 1599, Le Théâtre d’agriculture et mesnage des champs est publié le 1er juillet 1600 dans son intégralité (in-folio 1024 pages) à Paris par Jamet Mettayer. En 1564 avait paru L’Agriculture et Maison Rustique de Charles Estienne, et auparavant encore son Praedium rusticum en 1554, que le jésuite Vanière de Béziers reprendra bien plus tard.
Le Théâtre a fait l'objet de huit éditions ou réimpressions du vivant de l'auteur et on compte 19 rééditions de l'ouvrage de 1600 à 1675, dont plusieurs à Genève qui sont autant de témoignages de l'origine protestante d'Olivier de Serres. À la suite de la révocation de l'Édit de Nantes, il ne sera plus réédité pendant près d'un siècle et il faudra attendre le Directoire pour que, sous l'impulsion de Pierre Bénézech et surtout de François de Neufchâteau, l'ouvrage soit enfin réédité. La publication reprend à Paris à partir de 1802. L'édition de 1804 est réalisée grâce au concours de la Société d'agriculture et François de Neufchâteau rédige la préface et la biographie de l'auteur ; figurent également de nombreuses notes de la part des agronomes de l'époque (Jean-Antoine Chaptal, Jacques Philippe Martin Cels, Louis Cotte, Nicolas Deyeux, Louis d'Ussieux, Jean-Baptiste Huzard, Charles Philibert de Lasteyrie, Guillaume-Antoine Olivier, Antoine Parmentier, Henri-Alexandre Tessier et Victor Yvart), redonnant ainsi ses lettres de noblesse à Olivier de Serres. L'abbé Grégoire y ajoute un État de l'agriculture en Europe au seizième siècle.
Ainsi, 200 ans après la parution du Théâtre d'Olivier de Serres, il avait suffi de reprendre quelques passages pour représenter les connaissances agronomiques du début du XIXe siècle, ce qui montre qu'elles avaient finalement peu progressé tout en confirmant l'extraordinaire durée de l'influence de l'auteur sur la pensée agronomique française.

### Liste des éditions
De récentes recherches ont permis de réactualiser la liste des éditions du Théâtre et de découvrir l'édition pirate de 1608 chez Abraham Saugrain, combattue par Olivier de Serres. Les éditions partielles ou incomplètes ne figurent pas dans cette liste.
- Édition no 1 – 1600, Paris, par Jamet Métayer, 1004 p. + 18 p. d'index. in-folio.
- Édition no 2 – 1603, Paris, chés (sic) Abraham Saugrain, 907 p. 1350 exemplaires.
- Édition no 3 – 1605, Paris, chés (sic) Abraham Saugrain, 997 p.

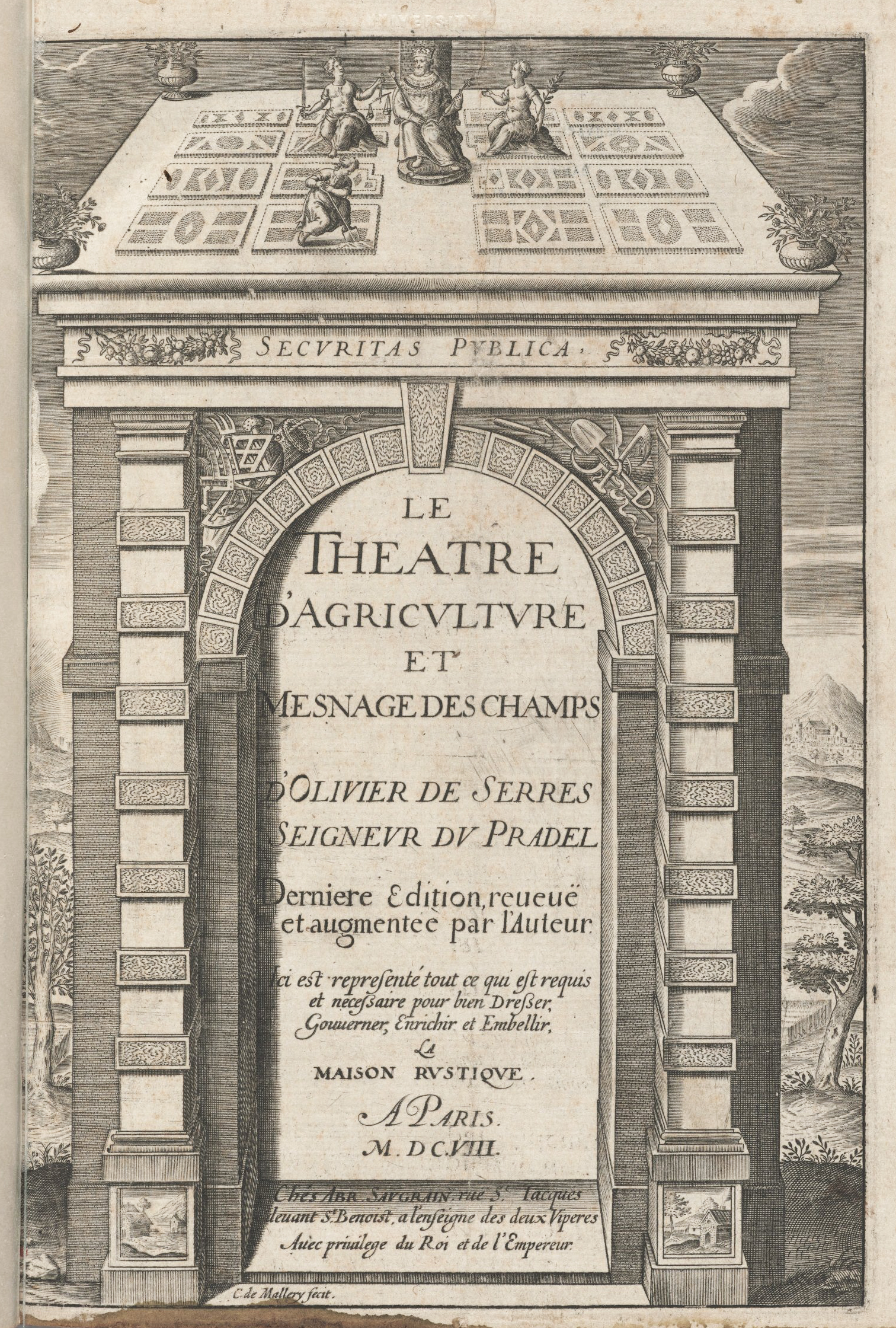
Le Theatre d'Agriculture, Saugrain, 1608.

- Édition no 3 bis – 1608, Paris, chez Abraham Saugrain, ex. unique (i.e. 1605), 997 p. 3 volumes. Invendus de 1605 reconditionnés.
- Édition no 3 ter – 1608, Paris, chés (sic) Abraham Saugrain, ex. unique (i.e. 1605), 997 p. 1 volume. Invendus de 1605 reconditionnés.
- Édition no 4 – 1608, Paris, chez Jean Berjon, 908 p.
- Édition no 4 bis – 1608, Paris, chés (sic) Abraham Saugrain, ex. unique, 907 p. Édition pirate combattue par Olivier de Serres.
- Édition no 5 – 1611, Genève ou Cologni, par Matthieu Berjon, 1198 p. in-octavo en 2 volumes.
- Édition no 6 – 1615, Paris, chés (sic) Abraham Saugrain, 907 p. Invendus de l'édition pirate de 1608 reconditionnés.
- Édition no 7 – 1617, Paris, chés (sic) Abraham Saugrain, 907 p. Invendus de l'édition pirate de 1608 reconditionnés.
- Édition no 8 – 1619, Genève, pour Pierre et Jacques Chouët ou par Matthieu Berjon, 878 p.
- Édition no 9 – 1623, Rouen, chez Louys Du Mesnil, Jacques Holland, Claude Villain, David Geuffroy, 907 p.
- Édition no 10 – 1623, Rouen, chez Robert Valentin, Manassez de Preaulx, Jean Osmont, 908 p.
- Édition no 11 – 1629, Genève, pour Pierre et Jacques Chouët, 878 p.
- Édition no 12 – 1635, Rouen, chez Robert Valentin, Jean de la Mare, 908 p.
- Édition no 13 – 1636, Genève, citée par Huzard, édition fantôme inexistante.
- Édition no 14 – 1639, Genève, pour Pierre et Jacques Chouët, 878 p.
- Édition no 15 – 1646, Rouen, chez Jean Berthelin, 908 p.
- Édition no 16 – 1651, Genève, pour Samuel Chouët, 878 p.
- Édition no 17 – 1661, Genève, pour André Chouët, citée par Huzard, édition fantôme inexistante.
- Édition no 18 – 1663, Rouen, chez David Berthelin, Clément Malassis, Jean Machuel, Jacques Besongne, Vaultier, Herault, Louis Costes, 908 p.
- Édition no 19 – 1675, Lyon, chez Mathieu Libéral, Antoine Beaujollin, Jean-Baptiste Deville, Jean Bruyset, Claude Bachelu, Jean Carteron, 902 p.
- Édition no 19 bis – 1685, Rouen, chez Jean de La Mare, ex. unique, date modifiée, 908 p.
- Édition no 20 – 1802, Paris, chez Meurant, remis en français par A. M. Gisors, 4 volumes.
- Édition no 21 – 1804/1805, Paris, de l’imprimerie de Madame Huzard, d’après l’édition 1603, en 2 ou 4 volumes.
- Édition no 21 bis – 1807, Paris, de l’imprimerie de Madame Huzard, exemplaire unique, en hommage à Olivier de Serres, pour M. d’Arlempde de Mirabel, en 4 volumes.
- Édition no 22 – 1973, Grenoble, Dardelet, gravures de Jean Chièze, d’après l’édition 1804/1805, en 2 volumes.
- Édition no 22 bis – 1979, Grenoble, Roissard et Dardelet, en 4 volumes.
- Édition no 23 – 1991, Genève, Slatkine, fac similé de l’édition 1605, 997 p.
- Édition no 24 – 1996, Arles, Actes Sud, d’après l’édition 1804/1805, vignettes bois de 1600, 1 461 p.
- Édition no 25 – 2001, Arles, Actes Sud, 1 545 p.

### Théâtre d'Agriculture et mesnage des champs

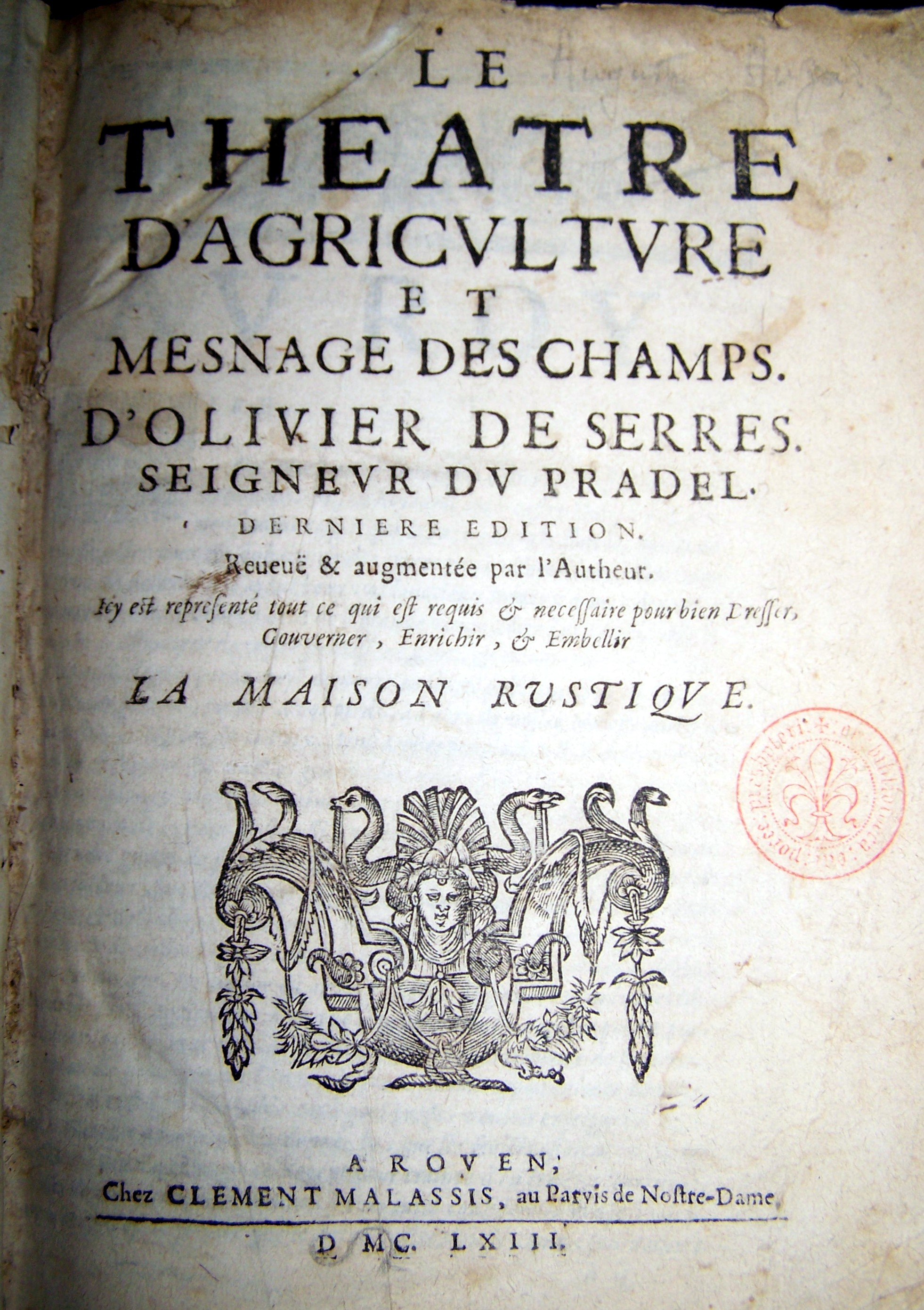
Édition de 1663 à Rouen.

Olivier de Serres pose quelques principes dans sa préface :
« Le fondement de l'agriculture est la connaissance du naturel des terroirs que nous voulons cultiver »
« Il y en a qui se mocquent de tous les livres d’Agriculture, et nous renvoyent aux paysans sans lettres, lesquels ils disent estre les seuls juges compétans de ceste matière, comme fondés sur l’expérience, seule et seure reigle de cultiver les champs. Certes, pour bien faire quelque chose, il la faut bien entendre premièrement. Il couste trop cher de refaire une besogne mal faicte, et surtout en l’agriculture, en la quelle on ne peut perdre les saisons sans grand dommage. Or, qui se fie à une générale expérience, au seul rapport des laboureurs, sans savoir pourquoi, il est en danger de faire des fautes mal réparables, et s’engarer souvent à travers champs sous le crédit de ses incertaines expériences. »
Dans ce traité, Olivier de Serres manifeste l'étendue de ses connaissances agronomiques avec un sens de la pédagogie. Depuis la production alimentaire et médicinale jusqu'aux plaisirs des sens fournis par les jardins et autres lieux d'agrément, rien n'est étranger à son regard. Le livre est divisé en huit lieux où sont analysées les différentes activités agronomiques, depuis la description et l’organisation du domaine jusqu’à la dépense des biens par le propriétaire :
1. Du devoir du mesnager
2. Du labourage des terres
3. De la culture de la vigne
4. Du bétail à quatre pieds
5. De la conduite du poulailler
6. Du jardinage
7. De l'eau et du bois
8. De l'usage des aliments

L’expression « Mesnage des champs » dévoile le cœur même de sa réflexion. L’objet de son discours concerne l’économie domestique, l’ordre et la dépense de la maison des champs. On trouve également dans son ouvrage de nombreuses descriptions d’espèces, comprenant outre les descriptifs habituels, des conseils de culture et d’entretien, ainsi que des plans d’aménagement, comme les broderies de buis. Il divise le jardin en quatre parties : le potager, le jardin bouquetier, le jardin médicinal et le verger.
L’ouvrage est apprécié du roi Henri IV, qui s’en faisait lire chaque jour un chapitre, et avait beaucoup d’estime pour Olivier de Serres.

## Développement de la soie

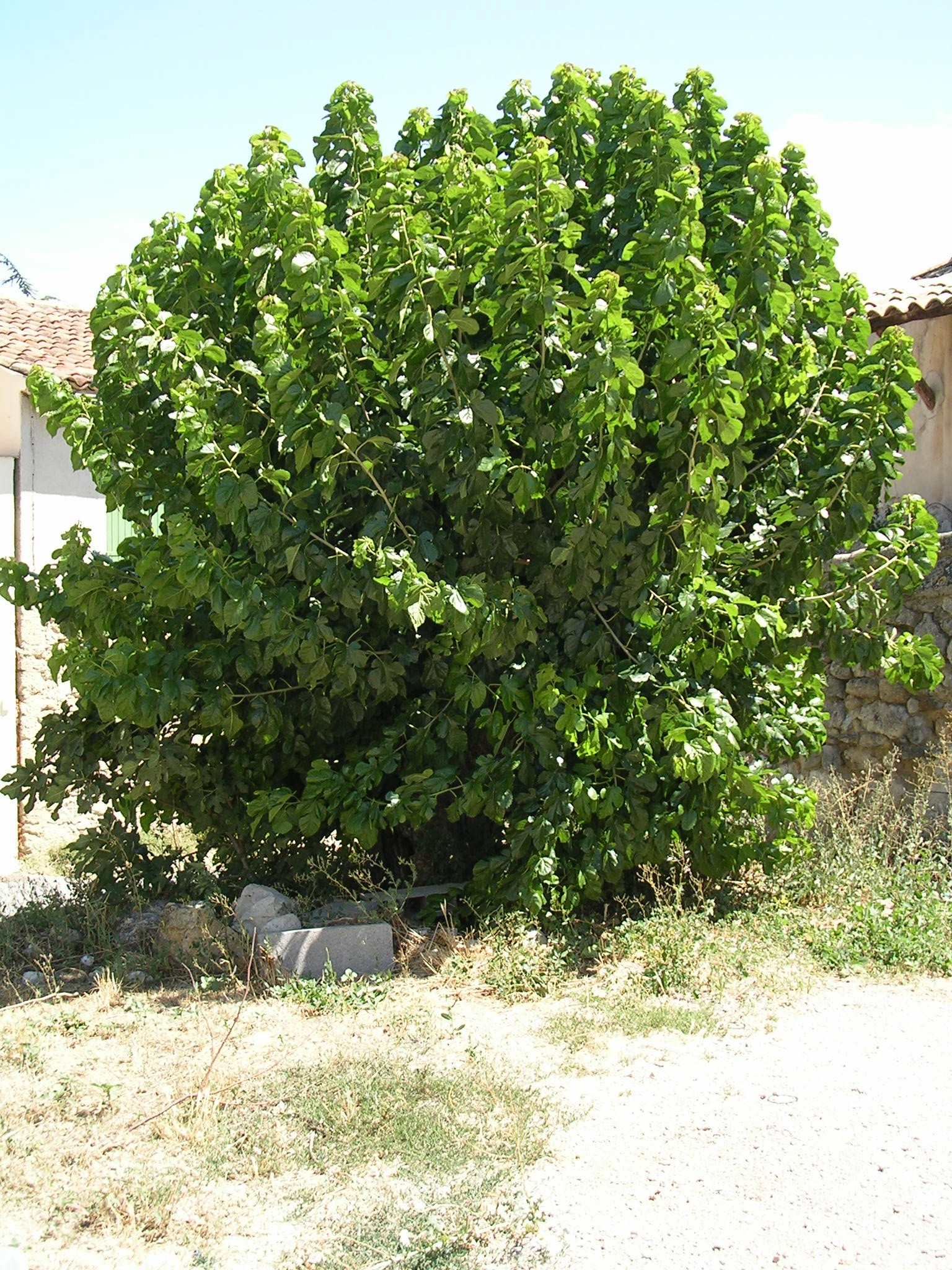
Un vieux mûrier en Provence.

Olivier de Serres fait paraître en 1599 La cueillete de la soye par la nourriture des Vers qui la font. Echantillon du Théâtre d’Agriculture d’Oliver de Serres Seigneur du Pradel. Ce texte sur la soie deviendra célèbre et sera traduit en allemand en 1603 et en anglais en 1607. En 1603, il publie La seconde richesse du meurier blanc qui se treuve en son escorce pour en faire des toiles de toutes sortes, non moins utiles que la soie, provenant de la feuille d'iceluy.
À l'époque, Barthélemy de Laffemas, conseiller économique auprès du Roi, avait calculé que l'achat à l'étranger des étoffes de soie coûtait annuellement six millions d'écus à la France. Olivier de Serres apporte donc le moyen de fabriquer ces tissus dans le royaume et se retrouve en position d'expert pour développer la production de la soie à grande échelle, via le développement de plantations de mûriers dont les vers à soie se nourrissent. Ainsi, 20 000 pieds de mûriers seront plantés aux Tuileries et 10 000 à Saint-Germain-en-Laye. Avec François Traucat, jardinier de Nîmes, il développe intensément le mûrier dans le midi de la France. Quatre millions de plants sont cultivés en Provence et Languedoc. En 1602, une ordonnance royale impose à chaque paroisse de posséder une pépinière de mûriers et une magnanerie.
Vivarois, il vit non loin de Pélussin où la famille Benay, venue de Bologne a installé à la même époque des moulins à soie utilisant la technique dite piémontaise, permettant de mieux valoriser la production des mûriers, par un dévidage automatique des cocons. Pierre Benay sera appelé par le conseil municipal de Lyon en 1669 pour implanter une ferme modèle dans la région. Jean Deydier fait appel à lui pour installer près d'Aubenas une autre usine en 1675. L'entreprise végète sous Louis XIV mais sera développée en 1752 par Henry Deydier dans le cadre d'une manufacture royale, qui emploiera jusqu'à 2 000 ouvriers et sera l'un des tout premiers rouages de la révolution industrielle en France.
Les millions de plants de mûriers de la région et des Cévennes fournissent une matière première à cette manufacture qui alimente en soie les canuts de Lyon.

## La vigne et le vin
Olivier de Serres et l'abbé Rozier sont les fondateurs de la notoriété attachée à la viticulture française. Dans son Théâtre d'agriculture, Olivier de Serres jette les fondements d'une viticulture et d'une œnologie en étroite relation avec les terroirs, mais surtout en accord avec la demande des consommateurs. Précurseur des physiocrates et des encyclopédistes, il ouvre la voie au rationalisme scientifique.

### Conduite du vignoble
Avant l'installation du vignoble, il conseille une évaluation du potentiel agronomique du terroir. Pour cela il préconise la réalisation de fosses pédologiques, s'intéresse à la topographie, à l'exposition de la parcelle et aux caractéristiques du climat local. Son propos s'attache ensuite à évaluer le potentiel économique et commercial du vignoble, en relation avec la proximité des consommateurs et l'aptitude du vin au transport. « L'air, la terre et le complant font le fondement du vignoble [...] de leur assemblage provient l'abondance de bon vin, de longue garde, non sujet à se corrompre, et chariable pour la débite : sans laquelle concordance, le vin cloche en quelque qualité ».
Olivier de Serres admet la difficulté d'identifier les différents cépages qui portent souvent des noms locaux. Pour diminuer le risque climatique, il est favorable à la plantation de plusieurs cépages dans une même parcelle, sous forme de carrés homogènes du point de vue variétal, qui pourront être vendangés et vinifiés séparément en fonction du niveau de maturité atteint. À une époque où la culture en foule et le provignage sont la norme, Olivier de Serres préconise la plantation en ligne et en carré, qui autorise l'utilisation de la traction animale, avec de fortes densités. Une des préoccupations de l'agronome est la stérilité de certaines souches (« Quelques noms qu'aient nos vignes, n'importe, pourvu qu'elles soient de la bonté requise ») et pour cela préconise le greffage qui a également l'avantage de diversifier l'encépagement et les saveurs du vin.
Tout en faisant référence au ban des vendanges, Olivier de Serres s'attache à déterminer de façon précise la date de récolte par l'observation des baies et des rafles. Convaincu de l'importance des vendanges, il décrit la sélection des apports où « en vendangeant l'on se prendra curieusement garde, de ne pas mêler par les bons raisins, les verts, les pourris, les secs, ni aussi aucune feuille de vigne, de peur d'en aigrir le vin » et « d'en séparer les espèces pour les presser à part, et d'en faire des vins selon le naturel de chacune ». Serres préconise l'égrappage, peu courant dans les vignobles méditerranéens, pour s'affranchir des effets gustatifs des rafles vertes ; cette pratique fera encore débat pendant plusieurs siècles.

### Travail du vin
Mais la grande originalité d'Olivier de Serres par rapport à ses prédécesseurs réside dans son approche du travail du vin. De ses convictions protestantes découle une foi avant tout dans le travail de l'homme, avec une vision duale selon laquelle « ce n'est en la cave de grossier paysan, quoique ici en pays de bon vignoble, que communément l'on trouve les plus précieux vins ». En cave, il insiste sur l'hygiène et la qualité du logement « et puis que le bon logis est le secret de ce ménage, ne craignons pas d'excéder en netteté en cet endroit » ; préconise l'affranchissement des tonneaux car « toutes semences, racines, herbes, fleurs, fruits, gommes, minéraux de bonne odeur la rapporte au bois des tonneaux ». Il détaille l'usage du soufre, déjà connu de longue date, et dont la combustion dans des « soufflets à parfumer », ou après y avoir trempé des copeaux de fousteau, permet de mécher la futaille.
Les trois grandes catégories de vin de l'époque sont décrites : rouge, blanc et « cleret » avec une distinction entre des vins grossiers (noirs ou rouges) et des vins délicats (blancs et clerets).
Pour les rouges, il admet une durée de cuvaison variable car « ordonner combien de jours les vins doivent demeurer dans la cuve pour s'y préparer est chose impossible, pour la diversité des raisins et terroirs », mais semble favorable aux cuvaisons courtes. La durée de la fermentation est de l'ordre de huit à dix jours et « passé lequel temps, on commencera à leur remettre du vin par-dessus, pour remplir les tonneaux » ce qui correspond à la pratique de l'ouillage. Enfin il remarque que les vins de presse, généralement plus grossiers, peuvent être bénéfiques pour la garde, comme cela se pratique en Anjou.
Concernant les vins blancs, Olivier de Serres constate que les vignobles septentrionaux sont plus favorables « c'est pourquoi ces terroirs à vignes plus froids que chauds, les vins blancs sont plus en usage [...] car principalement c'est le vignoble qui gouverne en cet endroit ». Il développe l'idée de « fine fleur », à rapprocher de la pratique du débourbage, selon laquelle on retire de la partie supérieure du tonneau le meilleur vin alors que « le restant en la cuvette ou fouloire, sert aux vins clerets et aux rouges ». Après fermentation il préconise l'ouillage des fûts « sans les laisser nullement respirer afin que la substance du vin reste entière » et détaille le rôle positif des lies fines laissées après soutirage « ils acquerront une seconde et subtile lie pour leur conservation, ayant laissé dans les premiers tonneaux, celle première et grossière avec laquelle ils étaient sortis de la cuvette ».
Les vins dit « clerets », apparentés aux vins rosés, sont définis par leur temps de cuvaison, généralement inférieur à 24 heures, et leur couleur qui peut être de deux types, « rubis oriental ou œil de perdrix, et hyacinthe tendant à l'orangé » sans que cela n'induise de hiérarchie en matière de qualité car « se trouvent des vins très précieux dans chacune de ces deux couleurs-là ».
Fidèle à ses idées naturalistes, Olivier de Serres conseille de respecter au mieux le naturel des raisins « mais d'autant que l'artifice altère aucunement le naturel, fait que les vins sont toujours prisés le plus, que moins on les aura drogués ». Attentif à la clarification, il rejette la pratique du plâtrage  dangereuse pour la santé, dont les écrits des agronomes grecs et latins attestent un usage aussi ancien que répandu en zone méditerranéenne, et qui ne sera fortement limitée en France que par une loi du 11 juillet 1891. Par contre il préconise l'emploi de retaillures de bois de hêtre vert ou de fousteau pour la clarification des vins qui sont alors appelés « vins de copeaux ». Pour adoucir les vins, il préconise l'usage de raisins passerillés ou de moût concentré par la chaleur. L'apport de noix (tanisage) est jugé efficace pour la garde. La distillation permet d'écouler les vins faibles et la production de vinaigre, alors indispensable pour la conservation des aliments, est jugée rémunératrice.

## Postérité
La variété de poire Olivier de Serres lui a été dédiée.